# Dripped
 (août 2023).
La mise en forme du texte ne suit pas les recommandations de Wikipédia : il faut le « wikifier ».
Les points d'amélioration suivants sont les cas les plus fréquents :
- Les titres sont pré-formatés par le logiciel. Ils ne sont ni en capitales, ni en gras.
- Le texte ne doit pas être écrit en capitales (les noms de famille non plus), ni en gras, ni en italique, ni en « petit »…
- Le gras n'est utilisé que pour surligner le titre de l'article dans l'introduction, une seule fois.
- L'italique est rarement utilisé : mots en langue étrangère, titres d'œuvres, noms de bateaux, etc.
- Les citations ne sont pas en italique mais en corps de texte normal. Elles sont entourées par des guillemets français : « et ».
- Les listes à puces sont à éviter, des paragraphes rédigés étant largement préférés. Les tableaux sont à réserver à la présentation de données structurées (résultats, etc.).
- Les appels de note de bas de page (petits chiffres en exposant, introduits par l'outil «  Source ») sont à placer entre la fin de phrase et le point final[comme ça].
- Les liens internes (vers d'autres articles de Wikipédia) sont à choisir avec parcimonie. Créez des liens vers des articles approfondissant le sujet. Les termes génériques sans rapport avec le sujet sont à éviter, ainsi que les répétitions de liens vers un même terme.
- Les liens externes sont à placer uniquement dans une section « Liens externes », à la fin de l'article. Ces liens sont à choisir avec parcimonie suivant les règles définies. Si un lien sert de source à l'article, son insertion dans le texte est à faire par les notes de bas de page.
- La présentation des références doit suivre les conventions bibliographiques. Il est recommandé d'utiliser les modèles {{Ouvrage}}, {{Chapitre}}, {{Article}}, {{Lien web}} et/ou {{Bibliographie}}. Le mode d'édition visuel peut mettre en forme automatiquement les références.
- Insérer une infobox (cadre d'informations à droite) n'est pas obligatoire pour parachever la mise en page.

Pour une aide détaillée, merci de consulter Aide:Wikification.
Si vous pensez que ces points ont été résolus, vous pouvez retirer ce bandeau et améliorer la mise en forme d'un autre article.
 (septembre 2012).
Si vous disposez d'ouvrages ou d'articles de référence ou si vous connaissez des sites web de qualité traitant du thème abordé ici, merci de compléter l'article en donnant les références utiles à sa vérifiabilité et en les liant à la section « Notes et références ».
Pour plus de détails, voir Fiche technique et Distribution.
Dripped est un court métrage d'animation français réalisé par Léo Verrier de 8 minutes. Le film a remporté un vif succès en festivals en étant notamment finaliste aux Oscars en 2013. Il aborde les thèmes de l'art et de la recherche de la création.

## Synopsis
L'histoire se déroule à New York, en 1950, et est centrée sur le personnage de Jack, un amateur de peinture qui n'hésite pas à voler des tableaux prestigieux dans les musées de la ville. Le film explore l'insolite puisque Jack, tel un drogué, ne peut se passer de manger ces tableaux volés.

## Fiche technique
- Titre : Dripped
- Réalisation : Léo Verrier
- Scénario : Léo Verrier
- Animation : Eddy
- Musique : Pablo Pico
- Son : Ludovic Jokiel, AOC
- Producteurs : Jean-François Bourrel
- Société de production : Eddy
- Pays de production :  France
- Format : 16/9 couleur
- Genre : animation, drame et fantastique
- Durée : 8 minutes
- Date de sortie : 2010 au cinéma (France)

## Distinctions
- Prix du meilleur film d'animation : 3e Festival International du Film Fantastique d'Audincourt Bloody week-end  (France)
- Prix du meilleur film d'animation : Festival du film francophone d'Angoulême
- Notable Entry price/General category : 11th Tokyo Anime Award
- Meilleur court-métrage d'animation : Cleveland International Film Festival[1]
- Meilleur court-métrage d'animation : Nashville Film Festival
- Meilleur court-métrage d'animation : Festival international du film de Catalogne
- Prix du public : Animpact (Corée du Sud)
- Meilleur court-métrage : Brainwash (Londres)
- Meilleure musique de film : Anima Mundi Animation Festival (Brésil)
- Coup de cœur et Prix jeunesse : Festival Silhouette (Paris)
- Meilleur premier court-métrage : KROK (Ukraine)
- Meilleure animation flash:  Australian Effects and Animation Festival (Sydney)
- Meilleur film d'animation : Cinequest (San Jose)
- Prix du public : Festival du film d'animation de Bègles, Les Nuits magiques (France)
- Grand Prix : Mecal - Festival international du court métrage de Barcelone (Espagne)
- Meilleur court-métrage européen : ANIRMAU 2012